# Irvette van Blerk
Irvette van Blerk, sinds 2012 Irvette van Zyl, (Sandton, 5 juli 1987) is een Zuid-Afrikaans atlete, die is gespecialiseerd in het veldlopen en de lange afstand. Ze nam tweemaal deel aan de Olympische Spelen, maar won bij die gelegenheden geen medaille.

## Loopbaan
Van Blerk won in 2002 de Zevenheuvelenloop in een tijd van 51.06. In 2004 won ze het Zuid-Afrikaans juniorenkampioenschap veldlopen. Bij de Zwitserloot Dakrun (10 km) finishte ze als tweede in een tijd van 34.30 achter de Keniaanse Doris Changeyw.
In 2009 en 2010 werd ze Zuid-Afrikaans kampioene op de 10.000 m. In 2010 werd ze zesde op de halve marathon bij de Two Oceans Marathon. Bij de Olympische Spelen van 2012 in Londen moest ze de strijd op de olympische marathon nog voor de finish staken.
Van Blerk trouwde op 29 september 2012 met 400 m hordeloper Louis Jacob van Zyl en nam de naam Irvette van Zyl aan. Ze is studente en aangesloten bij de Nedbank Running Club.

## Titels
- Zuid-Afrikaans kampioene 5000 m - 2016
- Zuid-Afrikaans kampioene 10.000 m - 2009, 2010
- Zuid-Afrikaans kampioene 10 km - 2010, 2011, 2012
- Zuid-Afrikaans kampioene halve marathon - 2010

## Persoonlijke records
Baan
| Onderdeel | Prestatie | Datum         | Plaats       |
| --------- | --------- | ------------- | ------------ |
| 1500 m    | 4.17,49   | 7 maart 2003  | Durban       |
| 3000 m    | 9.11,51   | 8 maart 2016  | Pretoria     |
| 5000 m    | 16.02,63  | 15 april 2016 | Stellenbosch |
| 10.000 m  | 34.19,94  | 17 april 2004 | Durban       |

Weg
| Onderdeel      | Prestatie           | Datum            | Plaats         |
| -------------- | ------------------- | ---------------- | -------------- |
| 5 km           | 15.25               | 27 mei 2012      | Arezzo         |
| 10 km          | 32.06               | 14 oktober 2018  | Durban         |
| 15 km          | 51.06               | 17 november 2002 | Nijmegen       |
| 20 km          | 1:07.20             | 20 maart 2011    | New York       |
| halve marathon | 1:11.00             | 30 juli 2016     | Port Elizabeth |
| marathon       | 2:26.11             | 4 december 2022  | Valencia       |
| 50 km          | 3:04.24 (ex-WR; NR) | 23 mei 2021      | Port Elizabeth |

## Palmares

### 5000 m
- 2016:  Zuid-Afrikaanse kamp. - 16.02,63

### 10.000 m
- 2009:  Zuid-Afrikaanse kamp. - 34.30,70
- 2010:  Zuid-Afrikaanse kamp. - 34.20,2

### 10 km
- 2010:  Zuid-Afrikaanse kamp. - 33.15
- 2011:  Zuid-Afrikaanse kamp. - 34.03
- 2012:  Zuid-Afrikaanse kamp. - 33.21

### 15 km
- 2002:  Zevenheuvelenloop - 51.06

### halve marathon
- 2010:  Zuid-Afrikaanse kamp. - 1:11.09
- 2010: 49e WK in Nanning - 1:24.52

### marathon
- 2012: DNF OS
- 2013: 10e marathon van Londen - 2:31.26
- 2016: DNS OS
- 2020: DNF OS
- 2024: 37e OS

### veldlopen
- 2002: 18e WK voor junioren - 21.30
- 2003: 16e WK voor junioren - 22.17
- 2005: 26e WK voor junioren - 22.24